# 셸타어
셸타어 또는 "셸타"(Shelta)는 아일랜드 및 영국 일부에 사는 아일랜드 유랑민 공동체에서 쓰이는 말이다. 셸타어를 가리키는 말은 여러가지가 있는데, 아일랜드에서는 언어쪽을 감몬(Gammon)이라 하고, 그 공동체를 셸타라 한다. (언어명칭의 셸타는 영어권의 용법이다) 셸타는 일반 언어라기 보다는 변말이나 은어적 성격이 짙은 말로서, 주로 외부인에게 유랑민 사이의 의사소통의 내용을 들키지 않도록 하는 구실을 한다. 셸타어의 사용인구는 정확한 추산이 어렵지만, 에스놀로그에 따르면 적게 6000명에서 최대 86000명까지 어림잡고 있다. 구조적으로 셸타어는 일종의 크리올(언어)의 성격을 띄고 있다. 셸타의 사용자는 아일랜드어 모어화자인 아일랜드계이고, 유랑생활 중에 영어 이중화자가 되었으며, 따라서 아일랜드 영어와 아일랜드어(-게일어)의 간섭이 크다. 셸타는 지역적으로 영어화된 정도의 차이가 있는데, 정확한 수치는 아니지만, 대략 셸타어 단어 가운데 2000-3000개의 게일어계 기층 낱말이 깔려 있는 것으로 본다.(Oxford Companion)

## 언어명칭과 어원
셸타는 여러 다양한 명칭이 있고, 그 낱낱 명칭들의 어원은 논쟁 중인 것이 많다. 셸타의 사용자들 스스로는 은어라는 뜻의 영어단어Cant라고 부르거나, Gammon,Tarri라는 이름으로도 부른다. 언어학자들은 셸타(Shelta)라는 명칭을 채택했다.
셸타(Shelta)라는 명칭은 1882년 찰스 리랜드가 쓴 집시관련 책에서 인쇄물 가운데는 처음 등장한다. 이 책에서 그는 셸타를 언급하면서 "6번째" 켈트어를 발견했다고 주장했었다. 단어의 정확한 뜻과 어원에 대해 많은 논쟁이 있었으나, 현대의 켈트연구가들은 siúl [ʃuːlʲ]로 발음되는 "걷다"란 뜻의 아일랜드어 낱말과의 연관성이 높다고 보고 있다. 걷는 사람이란 뜻의 siúltóir [ʃuːlˠt̪ˠoːrʲ]나 이것의 형용사꼴인 siúlta등이 있으며, 이것은 유랑민들을 부르던 아일랜드어에서의 명칭이라는 점에서 개연성이 높다 할 수 있다. 아일랜드 영어 사전('Dictionary of Hiberno-English)에서는 셸타란 단어를 아마 변형된(영어로 들어오면서 발음과 꼴이) 켈트어 단어일 것이다라고 되어 있다.

## 어휘
셸타어 어휘는 은어에서 흔히 쓰이는 "뒤집기"또는 "거꿀말"같은 방식으로 종종 어원이 되는 낱말에서 만들어진다. (예를 들어 키스를 뜻하는 셸타 gop은 아일랜드어 낱말인 póg를 그냥 거꾸로 뒤집은 것이다) 여기에 음을 덧붙이거나, 위치를 조금 바꾸기도 한다.
- rodas(St)>doras(Ir)
- lackeen(St)>cailín(Ir)

여기에 일부 롬어에서 빌려온 어휘도 있다. dadje(비유랑민) kushti(좋은) 종종 잘못 알기 쉽지만, 유랑민들은 인종적으로는 롬인들과 연관성이 없다.

## 다른 언어로의 영향
셸타 어휘의 일부는 영어에 흡수되어 쓰이기도 하였다.(주로 속어)19세기 중반에 bloke(사람, 놈)란 표현이 자주 쓰였는데, 셸타어 유래이며, 궁극적으로는 아일랜드어
buachaill(소년)에서 비롯되었다.

## 같이 보기
- 은어
- 혼합어